# Gustave Delage

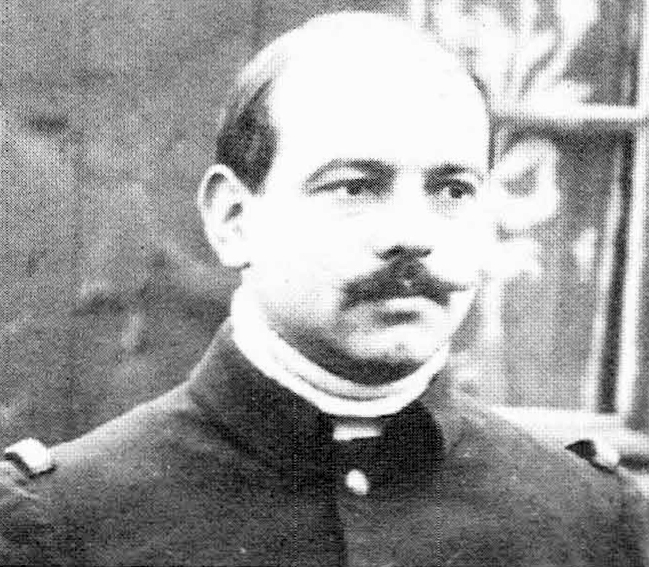
Gustave Delage ~1910.

Paul Aristide Gustave Delage (✰ Limoges, 08 de março de 1883;  ✝ Paris, 20 de abril de 1946) foi um engenheiro, oficial da Marine nationale e homem de negócios francês.

## Carreira militar
Ele entrou na Academia Naval em 1901, passou a aspirante em 1904, e serviu na Marinha como engenheiro. Fez carreira na marinha até janeiro de 1914, quando deu baixa.
Foi reconvocado em Agosto de 1914 e designado ao transporte de hidroaviões La Foudre entre setembro e novembro daquele ano. Promovido a Capitão de Corveta, comandou a esquadrilha de Nieuports de Porto Said entre dezembro de 1914 e fevereiro de 1915. Retornou as funções de engenheiro em 1915 e passou para a reserva em 11 de maio de 1918.

## Na aviação
Desde 1909, Gustave se interessou pela aviação e suas aplicações navais. Em 29 de agosto de 1910, ele obteve seu brevê de piloto (n° 219) junto ao Aéro-Club de France, e também o brevê de piloto militar n° 23. Em setembro de 1911 ele comandou uma esquadrilha participando de manobras militares nas Ardenas. Em 14 de dezembro de 1912, ele efetuou seu primeiro voo num hidroavião da Marine nationale. 